# Gare de Moriez
Gare de Moriez vasútállomás Franciaországban, Moriez településen.

## Vasútvonalak
Az állomást az alábbi vasútvonalak érintik:
- Nizza-Digne-vasútvonal

## Kapcsolódó állomások
A vasútállomáshoz az alábbi állomások vannak a legközelebb:
- Gare de Saint-André-les-Alpes
- Gare de Barrême